# Jim Jeffries
Jim Jeffries, właściwie James Jackson Jeffries, przydomki The Boilermaker i Californian Grizzly (ur. 15 kwietnia 1875 w Caroll, Ohio, zm. 3 marca 1953 w Burbank w Kalifornii) – amerykański bokser, mistrz świata wagi ciężkiej.

## Życiorys
Urodził się w stanie Ohio, ale wkrótce jego rodzina przeniosła się do Kalifornii. W wieku 16 lat zaczął pracować fizycznie przy produkcji kotłów (stąd jego przydomek The Boilermaker czyli Kotlarz), przy tej ciężkiej pracy rozwinął i tak wielką wrodzoną siłę fizyczną. Wkrótce zaczął uprawiać boks i został sparingpartnerem samego Jima Corbetta. Wiele się od niego nauczył i zaczął odnosić sukcesy w ringu. Pokonał wielu świetnych pięściarzy, w tym Petera Jacksona, z którym bał się walczyć John L. Sullivan i Toma Sharkeya.
9 czerwca 1899 roku spotkał się z Bobem Fitzsimmonsem w walce o tytuł mistrza świata i wygrał w 11. rundzie przez nokaut. Jako czempion pokonał wszystkich najsilniejszych rywali, w tym ponownie Sharkeya oraz dwukrotnie swojego mistrza, Corbetta. W 1905 roku nie mając godnych siebie rywali wycofał się z czynnego boksowania jako niepokonany mistrz wagi ciężkiej. W następnych latach sędziował wiele walk.
Kiedy w 1909 roku biali szukali pięściarza, który mógłby zdetronizować Jacka Johnsona, Jeffries wiódł spokojne życie, nie uprawiał żadnego sportu i doszedł do imponującej wagi 144 kg. Został jednak namówiony na powrót do ringu, wznowił treningi, wyjechał nawet do sanatorium w Karlsbadzie w celu zrzucenia nadmiaru wagi. W krótkim czasie stracił ponad 40 kg, co jednak fatalnie odbiło się na jego zdrowiu i psychice. Gdy 4 lipca 1910 roku w Reno stanął w ringu naprzeciw Johnsona był senny, ociężały, bez formy. W obecności 42000 widzów został sponiewierany, zmaltretowany, wydrwiony przez rywala i w końcu znokautowany w 15. rundzie. To była jego ostatnia walka, potem stoczył jeszcze kilka pokazówek.
Jim Jeffries jest uznawany za jednego z najsilniejszych fizycznie mistrzów świata w historii. Jego styl opierał się na walce z przysiadu, zadawaniu silnych ciosów sierpowych oraz na wielkiej odporności – pierwszy i jedyny raz znalazł się na deskach w swojej ostatniej walce z Johnsonem. Był leworęczny, jednak walczył z praworęcznej pozycji, dzięki czemu zadawał mocne ciosy z obu rąk (słynął w szczególności z nokautującego lewego sierpowego).
W 1990 roku został wpisany do bokserskiej galerii sław (International Boxing Hall of Fame).